# Anete Jēkabsone-Žogota
Anete Jēkabsone-Žogota (12 de agosto de 1983) é uma basquetebolista profissional letã.

## Carreira
Anete Jēkabsone-Žogota integrou a Seleção Letã de Basquetebol Feminino, na Pequim 2008, que terminou na nona colocação.